# Kentarō Seki
Kentarō Seki (関憲太郎?, Seki Kentarō; Fujioka, 9 marzo 1986) è un ex calciatore giapponese, di ruolo portiere.

## Palmarès

### Club

#### Competizioni nazionali
- J. League Division 2: 1

Vegalta Sendai: 2009